# The Legend of Zelda: A Link Between Worlds
The Legend of Zelda: A Link Between Worlds, chamado no Japão de The Legend of Zelda: Triforce of the Gods 2 (ゼルダの伝説 神々のトライフォース2, Zeruda no Densetsu: Kamigami no Toraifōsu Tsū), é um jogo eletrônico de ação-aventura desenvolvido pela Nintendo Entertainment Analysis & Development e publicado pela Nintendo. É o décimo sétimo título da série The Legend of Zelda e uma sequência direta de The Legend of Zelda: A Link to the Past de 1991, tendo sido lançado exclusivamente para o Nintendo 3DS em novembro de 2013 na Europa e América do Norte e no mês seguinte no Japão.

## Jogabilidade
The Legend of Zelda: A Link Between Worlds é um jogo de ação-aventura, apresentado em gráficos poligonais de 3D estereoscópico, com uma jogabilidade predominantemente vista de numa perspectiva de cima-para-baixo. Os jogadores controlam um jovem rapaz chamado Link, que embarca numa aventura para resgatar os Sete Sábios e derrotar Yuga, o principal antagonista do jogo. O jogo é ambientado em dois reinos - Hyrule e Lorule - e ambos os jogos possuem uma estrutura de mundo aberto e um layout semelhante, com contraste no estilo e tom. A Link Between Worlds é visto como um sucessor do título do Super Nintendo Entertainment System, lançado em 1991, The Legend of Zelda: A Link to the Past, e também apresenta vários aspetos de semelhança com este mesmo. Os mundos de Hyrule e Lorule em A Link Between Worlds são análogos aos do A Link To The Past, sendo estes uma respetiva "cópia" de Hyrule e do Dark World. Um grande número de itens, inimigos, e faixas áudio de A Link To The Past são usadas em A Link Between Worlds.[carece de fontes?]
Ao contrário dos episódios mais antigos, os itens devem ser alugados ou comprados usando rupees na loja de Ravio. Eles podem ser atualizados encontrando bebês Big'ornette. As masmorras podem, portanto, ser realizadas na ordem desejada pelo jogador.[carece de fontes?]
Uma das novidades é a transformação de Link em pintura tornando-o capaz de se mover pelas paredes. O jogador deve, portanto, usar este mecanismo para explorar o mundo de um novo ângulo para chegar a locais inacessíveis ou resolver enigmas. O jogo também oferece um recurso StreetPass que consiste em diferentes desafios a serem concluídos ao enfrentar um Dark Link. O jogo também apresenta vários minijogos, como um jogo de beisebol ou outro de esquiva de galinhas. Assim que o jogo for concluído pela primeira vez, um modo de dificuldade adicional estará disponível.

## Sinopse
O jogo se passa muito tempo depois de A Link to the Past, após os eventos de Link's Awakening.
Os jogadores assumem o controle do protagonista Link, que é encarregado de restaurar a paz ao Reino de Hyrule depois do maligno feiticeiro Yuga ter sequestrado a princesa Zelda e escapado por um portal até mundo arruinado de Lorule. Yuga procura capturar os Sete Sábios e usar seus poderes a fim de ressuscitar Ganon, chamado de o Rei Demônio. Link adquire o poder de assumir a forma de uma pintura e se fundir com paredes após obter um bracelete mágico e ter um encontro com Yuga. Esta nova habilidade lhe permite alcançar áreas normalmente inacessíveis tanto em Hyrule quanto em Lorule.[carece de fontes?]

## Desenvolvimento
O desenvolvimento de A Link Between Worlds começou em 2009. Entretanto, a produção enfrentou vários contratempos até o desenvolvimento ser paralisado em 2010, já que os principais membros da equipe foram transferidos para trabalharem em outros projetos. A produção recomeçou um ano depois e entrou em desenvolvimento total apenas em 2012 depois de várias ideias terem sido rejeitadas por Shigeru Miyamoto. O objetivo dos projetistas era alterar as convenções da série; isto levou a uma mudança na estrutura do jogo, permitindo que os jogadores abordassem a maioria dos calabouços em qualquer ordem.[carece de fontes?]

## Recepção
The Legend of Zelda: A Link Between Worlds foi aclamado pela crítica de acordo com o agregador de revisão Metacritic e foi o segundo jogo 3DS de 2013 com maior pontuação, atrás apenas de Fire Emblem: Awakening. É também o quarto jogo do 3DS com maior pontuação de todos os tempos no Metacritic. O jogo foi o mais vendido durante sua primeira semana de lançamento no Japão, ultrapassando 224.000 vendas. O jogo vendeu mais de 2,5 milhões de cópias mundialmente nos seus cinco primeiros meses. O áudio, calabouços, quebra-cabeças, estrutura aberta e nível de dificuldade foram muito elogiados. Novos elementos de jogabilidade como a mecânica de se fundir com as paredes também tiveram avaliações positivas, com os críticos comentando como foram bem integradas com as fórmulas já existentes. O jogo também venceu e foi indicado a diversos prêmios.